# Luigi Cesaro
Luigi Cesaro este un om politic italian, membru al Parlamentului European în perioada 1999-2004 din partea Italiei. 
1. ↑   http://www.senato.it/leg/18/BGT/Schede/Attsen/00004373.htm Lipsește sau este vid: |title= (ajutor)
2. ↑   http://www.camera.it/leg17/29?shadow_deputato=50442&idpersona=50442&idLegislatura=17 Lipsește sau este vid: |title= (ajutor)
3. ↑   http://legxiv.camera.it/organiparlamentari/assemblea/contenitore_dati.asp?tipopagina=&deputato=d50442&source=%2Fdeputatism%2F240%2Fdocumentoxml%2Easp&position=Deputati\La%20Scheda%20Personale&Pagina=Deputati/Composizione/01.camera/nuovacomposizione/datpersonali2.asp%3Fdeputato=d50442 Lipsește sau este vid: |title= (ajutor)
4. ↑  Deputații în Parlamentul European